# گریگوریا آپازا
گریگوریا آپازا (انگلیسی: Gregoria Apaza؛ ۱۳ ژوئن ۱۷۵۰ – ۶ سپتامبر ۱۷۸۲) یکی از رهبران بومی در بولیوی بود. در سال ۱۷۸۱، او به همراه برادرش جولیان آپازا (توپاک کاتاری) و همسر برادرش بارتولینا سیسا در یک شورش بزرگ بومیان علیه حکومت استعماری اسپانیا در بولیوی شرکت کرد. این رهبران آیمارا شهرهای لاپاز و سوراتا را محاصره کردند، اما شکست خوردند و بعد اعدام شدند.

## زندگی‌نامه
گریگوریا از رهبران قوم آیمارا بود و در شهر آیو آیو، محلی که به دنیا آمده بود، سکونت داشت. او با آلخاندرو پانیونی، یکی از مقدسان کلیسا، ازدواج کرد و صاحب یک فرزند پسر شد.

## درگذشت
گریگوریا آپازا توسط اسپانیایی‌ها دستگیر شد و در ۶ سپتامبر ۱۷۸۲ در کوچابامبا به دار آویخته شد.